# Takashi Kawamura (homme politique)
Takashi Kawamura (河村 たかし, Kawamura Takashi, né le 3 novembre 1948) est un homme politique japonais membre du parti Genzei Nippon (減税日本 « Réduction des impôts au Japon »). Il a été membre de la Chambre des représentants du Japon de 1993 à 2009, puis à nouveau depuis 2024. Entre 2009 et 2024, il a été maire de la ville de Nagoya.

## Biographie
Originaire de Nagoya (préfecture d'Aichi) et diplômé de l'Université Hitotsubashi, il a été élu pour la première fois en 1993 en tant que membre du Nouveau parti du Japon de Morihiro Hosokawa après une tentative infructueuse en 1990. Il a démissionné de son poste de membre de la Chambre des représentants et a été élu maire de Nagoya en avril 2009. 
Le 6 février 2011, il remporta une victoire écrasante pour sa réélection, avec trois fois plus de voix que son rival du PDJ. Trois quarts des électeurs ont également soutenu un référendum visant à dissoudre l'Assemblée de Nagoya après que le maire s'est opposé au conseil municipal à plusieurs reprises sur des questions telles que la décentralisation et la réduction de certains aspects généreux de la retraite des membres de l'assemblée, afin de réduire les coûts pour les contribuables. 
Le maire a annoncé en 2009 son intention de reconstruire complètement en bois les tours principales du château de Nagoya détruites pendant la Seconde Guerre mondiale, exactement comme dans la structure d'origine,,. 
En 2023, son parti politique régional, le Genzei Nippon, signe un accord avec le Parti Conservateur du Japon pour un partenariat politique au niveau national. Dés lors, Takashi Kawamura occupe le poste de vice-président de ce parti nouvellement créé.
En octobre 2024, il a perdu sa fonction de maire de Nagoya en raison de sa candidature à la Chambre des représentants, les deux fonctions ne pouvant pas être cumulées. Il est élu le 27 octobre 2024 dans les rangs du Parti Conservateur du Japon avec deux autres représentants. Il fait partie de l'opposition,.

## Controverses
Le 20 février 2012, Takashi Kawamura a fait des déclarations négationnistes à propos du massacre de Nankin alors qu'il recevait une délégation chinoise officielle de Nankin. L'incident a entraîné la suspension de tous les échanges officiels entre les villes de Nagoya et Nankin le 21 février. 
Certains citoyens de Nagoya se sont opposés au négationnisme de Takashi Kawamura en organisant des conférences et en créant un site web.
En août 2019, Kawamura a demandé la fermeture d'une partie   de l'exposition triennale des arts d'Aichi, car elle montrait des femmes de réconfort coréennes. La statue a été réalisée par un artiste sud-coréen. L'exposition elle-même s'intitulait After "Freedom of Expression"? et la description de l'artiste était la suivante : 
« Cela peut sembler être une petite exposition à l’intérieur d’une exposition. Pour une raison ou une autre, en raison de la censure ou de l'autocensure, la plupart des œuvres présentées ici n'étaient pas exposées au Japon. Bien que la raison de leur suppression varie, cela montre qu’il n’existe pas de dynamique simple en ce qui concerne la "liberté d’expression (ou de parole)". La "liberté d'expression" est l'une des idées essentielles de la démocratie et des droits de l'homme. Cependant, de nos jours, la liberté d'expression, qui est à l'origine le droit de critiquer les autorités, est un sujet qui ne se limite pas aux décideurs politiques. (...). L'exposition vous informe sur les personnes qui ont pris des mesures sur ces œuvres, selon quels critères et, avec le contexte de chaque œuvre, la manière dont ces œuvres ont été censurées. »
Kawamura s’est plaint le 2 août: « L’opinion selon laquelle la question (des femmes de réconfort) n'est pas factuellement correcte est forte. Cela n'a rien à voir avec un manque de liberté d'expression. Il n’est pas nécessaire d'en parler dans un lieu financé avec une énorme quantité d’argent de contribuables. »
Invoquant des plaintes téléphoniques et la menace d'attaque terroriste, le directeur artistique a décidé de fermer cette section de la Triennale d'Aichi.